# Campionati mondiali di canoa/kayak 1990
I 23esimi Campionati mondiali di canoa/kayak si sono svolti a Poznań (Polonia) nel 1990.

## Medagliere
| Pos. | Paese            | Oro | Argento | Bronzo | Totale |
| ---- | ---------------- | --- | ------- | ------ | ------ |
| 1    | Unione Sovietica | 9   | 2       | 6      | 17     |
| 2    | Germania Est     | 5   | 3       | 4      | 12     |
| 3    | Ungheria         | 2   | 6       | 3      | 11     |
| 4    | Italia           | 1   | 1       | 0      | 2      |
| 4    | Danimarca        | 1   | 1       | 0      | 2      |
| 6    | Germania Ovest   | 1   | 0       | 3      | 4      |
| 7    | Francia          | 1   | 0       | 1      | 2      |
| 8    | Norvegia         | 1   | 0       | 0      | 1      |
| 8    | Gran Bretagna    | 1   | 0       | 0      | 1      |
| 10   | Stati Uniti      | 0   | 3       | 0      | 3      |
| 11   | Romania          | 0   | 2       | 0      | 2      |
| 11   | Polonia          | 0   | 2       | 0      | 2      |
| 13   | Cecoslovacchia   | 0   | 1       | 0      | 1      |
| 13   | Nuova Zelanda    | 0   | 1       | 0      | 1      |
| 15   | Bulgaria         | 0   | 0       | 3      | 3      |
| 16   | Australia        | 0   | 0       | 1      | 1      |
| 16   | Svezia           | 0   | 0       | 1      | 1      |

## Medaglie Canoa

### C1 500m
| Posizione | Atleta           | Paese            | Tempo |
| --------- | ---------------- | ---------------- | ----- |
|           | Michał Śliwiński | Unione Sovietica |       |
|           | Thomas Zereske   | Germania Est     |       |
|           | Nikolay Bukhalov | Bulgaria         |       |

### C1 1000m
| Posizione | Atleta            | Paese            | Tempo |
| --------- | ----------------- | ---------------- | ----- |
|           | Ivans Klementjevs | Unione Sovietica |       |
|           | György Zala       | Ungheria         |       |
|           | Thomas Zereske    | Germania Est     |       |

### C1 10000m
| Posizione | Atleta            | Paese            | Tempo |
| --------- | ----------------- | ---------------- | ----- |
|           | Zsolt Bohács      | Ungheria         |       |
|           | Jan Bartunek      | Cecoslovacchia   |       |
|           | Ivans Klementjevs | Unione Sovietica |       |

### C2 500m
| Posizione | Atleta                             | Paese            | Tempo |
| --------- | ---------------------------------- | ---------------- | ----- |
|           | Nicolae Juravschi Viktor Renejskij | Unione Sovietica |       |
|           | Ulrich Papke Ingo Spelly           | Germania Est     |       |
|           | Attila Pálizs György Zala          | Ungheria         |       |

### C2 1000m
| Posizione | Atleta                         | Paese            | Tempo |
| --------- | ------------------------------ | ---------------- | ----- |
|           | Ulrich Papke Ingo Spelly       | Germania Est     |       |
|           | Gheorghe Andriev Vasile Lehaci | Romania          |       |
|           | Alexandr Gramovitch Yuri Gurin | Unione Sovietica |       |

### C2 10000m
| Posizione | Atleta                                | Paese            | Tempo |
| --------- | ------------------------------------- | ---------------- | ----- |
|           | Christian Frederiksen Arne Nielsson   | Danimarca        |       |
|           | Gheorghe Andriev Vasile Lehaci        | Romania          |       |
|           | Andrei Balabanov Viktor Dobrotvostkij | Unione Sovietica |       |

### C4 500m
| Posizione | Atleta                                                          | Paese            | Tempo |
| --------- | --------------------------------------------------------------- | ---------------- | ----- |
|           | Yurii Gurin Nicolae Juravschi Viktor Renejskij Valeriy Veshko   | Unione Sovietica |       |
|           | Zsolt Bohács Ervin Hoffmann Gusztav Leikep Attila Szabó         | Ungheria         |       |
|           | Nikolay Bukhalov Trajtcho Draganov Parisji Lubanov Dejan Slavov | Bulgaria         |       |

### C4 1000m
| Posizione | Atleta                                                          | Paese            | Tempo |
| --------- | --------------------------------------------------------------- | ---------------- | ----- |
|           | Yurii Gurin Nicolae Juravschi Viktor Renejskij Valeriy Veshko   | Unione Sovietica |       |
|           | Gaspar Boldizsar Ervin Hoffmann Gusztav Leikep Attila Szabó     | Ungheria         |       |
|           | Nikolay Bukhalov Trajtcho Draganov Parisji Lubanov Dejan Slavov | Bulgaria         |       |

## Medaglie Kayak

### K1 500m
| Posizione | Atleta          | Paese            | Tempo |
| --------- | --------------- | ---------------- | ----- |
|           | Sergey Kalesnik | Unione Sovietica |       |
|           | Mike Herbert    | Stati Uniti      |       |
|           | Martin Hunter   | Australia        |       |

| Posizione | Atleta          | Paese          | Tempo |
| --------- | --------------- | -------------- | ----- |
|           | Josefa Idem     | Italia         |       |
|           | Yvonne Knudsen  | Danimarca      |       |
|           | Katrin Borchert | Germania Ovest |       |

### K1 1000m
| Posizione | Atleta           | Paese    | Tempo |
| --------- | ---------------- | -------- | ----- |
|           | Knut Holmann     | Norvegia |       |
|           | Maciej Freimut   | Polonia  |       |
|           | Philippe Boccara | Francia  |       |

### K1 5000m
| Posizione | Atleta           | Paese            | Tempo |
| --------- | ---------------- | ---------------- | ----- |
|           | Katrin Borchert  | Germania Ovest   |       |
|           | Josefa Idem      | Italia           |       |
|           | Irina Salomikova | Unione Sovietica |       |

### K1 10000m
| Posizione | Atleta           | Paese        | Tempo |
| --------- | ---------------- | ------------ | ----- |
|           | Philippe Boccara | Francia      |       |
|           | Greg Barton      | Stati Uniti  |       |
|           | Torsten Krentz   | Germania Est |       |

### K2 500m
| Posizione | Atleta                            | Paese            | Tempo |
| --------- | --------------------------------- | ---------------- | ----- |
|           | Sergey Kalesnik Anatolij Tiščenko | Unione Sovietica |       |
|           | Mike Herbert Terry Kent           | Stati Uniti      |       |
|           | Kay Bluhm Torsten Gutsche         | Germania Est     |       |

| Posizione | Atleta                        | Paese          | Tempo |
| --------- | ----------------------------- | -------------- | ----- |
|           | Ramona Portwich Anke Von Seck | Germania Est   |       |
|           | Éva Dónusz Erika Mészáros     | Ungheria       |       |
|           | Katrin Borchert Monika Bunke  | Germania Ovest |       |

### K2 1000m
| Posizione | Atleta                          | Paese            | Tempo |
| --------- | ------------------------------- | ---------------- | ----- |
|           | Kay Bluhm Torsten Gutsche       | Germania Est     |       |
|           | Vladimir Bobreshov Arturas Veta | Unione Sovietica |       |
|           | Gábor Szabó Bela Petrovics      | Ungheria         |       |

### K2 5000m
| Posizione | Atleta                             | Paese            | Tempo |
| --------- | ---------------------------------- | ---------------- | ----- |
|           | Ramona Portwich Anke Von Seck      | Germania Est     |       |
|           | Éva Dónusz Erika Mészáros          | Ungheria         |       |
|           | Katarin Koniovskala Neli Korbukova | Unione Sovietica |       |

### K2 10000m
| Posizione | Atleta                         | Paese            | Tempo |
| --------- | ------------------------------ | ---------------- | ----- |
|           | Grayson Bourne Ivan Lawler     | Regno Unito      |       |
|           | Ian Ferguson Paul MacDonald    | Nuova Zelanda    |       |
|           | Boris Danilov Vladimir Mozeiko | Unione Sovietica |       |

### K4 500m
| Posizione | Atleta                                                         | Paese            | Tempo |
| --------- | -------------------------------------------------------------- | ---------------- | ----- |
|           | Oleg Gorobij Sergei Kirsanov Alexander Motouzenko Viktor Pusev | Unione Sovietica |       |
|           | Mathias Hoppe Uwe Muench Andreas Stahle André Wohllebe         | Germania Est     |       |
|           | Attila Ábrahám Ferenc Csipes Gyula Kajner Bela Petrovics       | Ungheria         |       |

| Posizione | Atleta                                                      | Paese          | Tempo |
| --------- | ----------------------------------------------------------- | -------------- | ----- |
|           | Silke Bulk Ramona Portwich Heike Rabenow Anke Von Seck      | Germania Est   |       |
|           | Éva Dónusz Henriette Huber Rita Kőbán Erika Mészáros        | Ungheria       |       |
|           | Marcella Bednar Katrin Borchert Monika Bunke Catrin Fischer | Germania Ovest |       |

### K4 1000m
| Posizione | Atleta                                                                 | Paese            | Tempo |
| --------- | ---------------------------------------------------------------------- | ---------------- | ----- |
|           | Attila Ábrahám Ferenc Csipes László Fidel Zsolt Gyulai                 | Ungheria         |       |
|           | Sergei Kalesnik Sergei Kirsanov Alexander Motouzenko Anatolij Tiščenko | Unione Sovietica |       |
|           | Kay Bluhm Torsten Gutsche Torsten Krentz André Wohllebe                | Germania Est     |       |

### K4 10000m
| Posizione | Atleta                                                              | Paese            | Tempo |
| --------- | ------------------------------------------------------------------- | ---------------- | ----- |
|           | Dmitriy Bankovskiy Vladimir Bobreshov Alexander Mizgin Arturas Veta | Unione Sovietica |       |
|           | Andrzej Gajewski Andrzej Gryczko Grzegorz Kaleta Mariusz Rutkowski  | Polonia          |       |
|           | Hans Olsson Karl Sundqvist Gunnar Olsson Peter Orban                | Svezia           |       |